# تشارلز إي. برانون
تشارلز إي. برانون (بالإنجليزية: Charles E. Brannon)‏ هو ضابط أمريكي، ولد في 2 أغسطس 1919 في مونتغومري في الولايات المتحدة، وتوفي في 4 يونيو 1942 في جزر الميدواي في الولايات المتحدة.